# HCM Constanța
HCM Constanța (pełna nazwa: Handbal Club Municipal Constanța) – rumuński klub piłki ręcznej mężczyzn powstały w 2002 r. w Konstancie. Klub występuje w rozgrywkach Liga Națională - bet-at-home.com.

## Sukcesy
- mistrzostwo Rumunii:  2004, 2006, 2007, 2009
- puchar Rumunii:  2004, 2006, 2007, 2008, 2009

## Znani byli gracze
- Valentin Marian Ghionea
- Laurențiu Toma
- Alexandru Iuliu Csepreghi
- Bogdan Andrei Criciotoiu
- Nikolaos Riganas
- Alexandru Stamate
- Schuch István Timuzsin
- Gheorghe Irimescu
- Alexandru Viorel Șimicu
- George Ionut Buricea
- Daniel Cristian Mureșan
- Mihai Cătălin Popescu
- Marius Stavrositu
- Marius Ioan Novanc
- Aleksandar Adžić
- Ionuț - Rudi Stănescu
- Marius Sadoveac
- Ognjen Kajganić
- Miodrag Kažić
- Milutin Dragićević
- Damir Doborac
- Duško Milinović
- Uroš Vuković
- Tomislav Brož
- Predrag Vujadinović

## Znani byli trenerzy
- Aihan Omer
- Zoran Kurteš
- Jovica Cvetković
- Zvonko Šundovski
- Marko Isaković